# 中丸彩衣
中丸 彩衣（なかまる あい、1993年9月7日 - ）は、日本の女子ラグビーユニオン選手。元バスケットボール選手。ARUKAS QUEEN KUMAGAYAに所属する。

## プロフィール
- 神奈川県厚木市出身[1]。
- 身長 170cm、体重 72kg
- ニックネームはかい。
- ラグビーのポジションはウィング(WTB)[2]。
- 7人制女子日本代表に選ばれたことがある[3]。

## 来歴
バスケットボールは小学6年生から始めた。
2012年、常葉学園高校卒業後、桐蔭横浜大学に入学する。なお常葉学園高校時代、全国高校総体に出場したことがある。
2014年10月に日本ラグビーフットボール協会のトライアウトに合格して、ラグビーへ転向した。
2016年、桐蔭横浜大学卒業後、NTTファシリティーズに入社。